# Neko II.
Neko II. (řecky Νεκως – Nekós nebo Νεχαο – Nechao) byl panovník 26. dynastie ve starověkém Egyptě v Pozdní době. Po svém otci Psammetikovi I. zdědil jednotnou a vnitřně konsolidovanou říši, což mu umožnilo obnovit aktivní vojenskou politiku v Levantě: na úkor novobabylonské říše obnovil egyptský vliv až k Eufratu, nicméně po porážce u Karchemiše v roce 605 př. n. l. byl nucen stáhnout se zpět do Egypta. Usiloval o spojenectví s řeckými městskými státy v Malé Asii.

## Objevy za vlády Neka II.

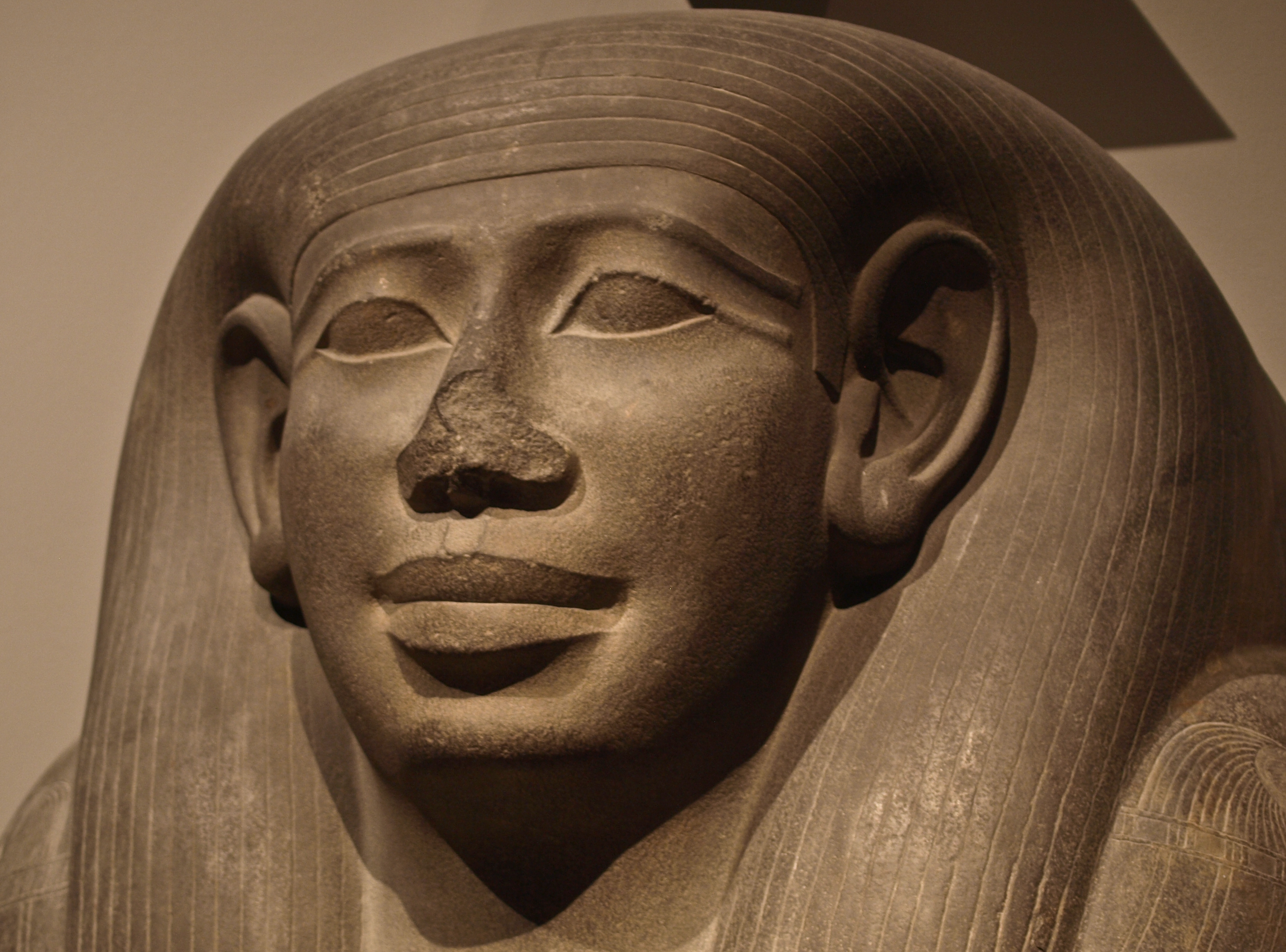
Královna Khedebneithirbinet I. manželka Neka II. (Chedeb-Neith-Iret-Bin)

Je pravděpodobné, že znovuvybudoval umělý kanál spojující Nil s Rudým mořem, což znamená, že obnovil obchodní spojení s tamním jižním pobřežím. Zamýšlel také vybudovat průplav mezi Středozemním a Rudým mořem. Podle antického historika Hérodota, který kolem roku 450 př. n. l. procestoval Egypt, byl faraon Neko II. prvním kdo v letech 606 př. n. l. – 604 př. n. l. vyslal fénické plavce, aby se pokusili plout Rudým mořem na jih do Indického oceánu, tak dlouho dokud jim to podmínky dovolí. Potraviny získávali tím, že nějaký čas kotvili u břehu, přitom zaseli, počkali na úrodu a pak pokračovali v plavbě. Třetím rokem propluli Heraklovými sloupy a poté dospěli do Egypta. Při obeplouvání jižního cípu Afriky dnešního mysu Dobré naděje prý viděli slunce na pravé straně, to znamená na severu. Tento údaj byl příčinou toho, že Hérodotos i jiní antičtí historikové zprávě nevěřili, pro dnešní historiky však toto tvrzení představuje důkaz, že se Féničané octli opravdu až na jihu Afriky. Problémem však zůstává, jak propluli od Senegalu k Gibraltaru, neboť tehdejší technika plavby nedovolovala lodím překonat silný Kanárský proud a severní větry u západní Afriky. Zpráva o cestě se zachovala ve IV. knize Hérodotově. Neko II. vládl v letech 610–595 př. n. l.